# Batocera davidis
Batocera davidis – gatunek chrząszcza z rodziny kózkowatych i podrodziny zgrzypikowych (Lamiinae). 

## Taksonomia
Gatunek opisany został w 1878 roku przez Achille Deyrolle’a.

## Opis
Ciało długości od 51 do 68 mm, ciemnobrązowe do czarnego, pokryte rzadkim szarawobrązowym owłosieniem. Człony czułków od trzeciego do jedenastego rudobrązowe, od pierwszego do czwartego łyse, a od piątego do jedenastego szarawo owłosione. Samiec wyróżnia się członami czułków, od trzeciego do dziesiątego, kolczastymi i nieco nabrzmiałymi u wierzchołków. Przedplecze opatrzone jest długimi i spiczastymi kolcami bocznymi oraz parą pomarańczowożółtych plam. Większe znaki w tym kolorze obecne są również po 5-6 na każdej z pokryw, gdzie współwystępują z kilkoma małymi, nieregularnymi kropkami.

## Ekologia
W Hongkongu jego główną rośliną żywicielską jest Sapium discolor. W Chinach ze względu na żerowanie jego larw w drewnie uważany jest za szkodnika.

## Rozprzestrzenienie
W Chinach występuje w Hubei, Henanie, Shaanxi, Syczuanie, Fujian, Guangdongu, Guangxi, Guizhou, Hunanie, Yunnanie, Zhejiangu, na Hainanie i w Hongkongu. Ponadto wykazany jest na Tajwanie i Wietnamie. W Hongkongu jest największym przedstawicielem nadrodziny kózek.